# الشوك يزهر
الشوك يزهر (بالسويدية: Nässlorna blomma) رواية من تأليف الكاتب والشاعر السويدي هاري مارتينسون (1904 ـ 1978) الحائز على جائزة نوبل للآداب عام 1974م. وترجمت إلى العربية لأول مرة في عام 2002م بواسطة المترجم أنطون حمصي. نُشرت الرواية أول مرة في منتصف القرن العشرين، وحققت شهرة واسعة في السويد وخارجها بعد جائزة نوبل التي حصل عليها مارتينسون.

## أحداث الرواية
تصنف رواية «الشوك يزهر» ضمن أدب السيرة الذاتية لاستناد مؤلفها على وقائع حياته الشخصية في مرحلة الطفولة، وقد اختار مارتنسون اسما لبطل الرواية قريبا من اسمه وهو «مارتان» الذي مثل طفولته القاسية التي تنقل فيها رعاية إلى أخرى، ومن عمل إلى عمل في بيئة يسيطر عليها الفقر، ومن حدث مأساوي إلى آخر مثل موت الوالدين ومرض الأخت، موضحا ما تعلمه من مدرسة الحياة الشاقة، وكيف تهيمن حياة الطفولة على كامل حياة الإنسان وتشكلها، وربما تصقلها. وتجري أحداث الرواية في السويد في بدايات القرن الماضي، عندما كانت السويد تعيش حالة من انتشار الفقر الذي صوره مارتينسون في روايته بدقة وخصوصا في الأرياف السويدية، وتتصاعد الأحداث التي تدور حول الطفل اليتيم والخجول مارتان منذ ولادته وحتى بلوغه الحادية عشرة في الصفحات الأخيرة من الرواية.

## الشخصيات
الأم :  شخصية غائبة، تعتبر المحرك العاطفي الأساسي في الرواية. يُلقي غيابها بظلاله الثقيلة على نفسية مارتان، وتظهر قليلًا عبر الرسائل والطرود التي ترسلها له، فتُعزز تواصله معها رغم البُعد  .
أخته إينيز : ظهرت في الرواية بطابع أخته الكبرى، لكنها توفيت بمرض السل، وذلك قبل أن يخسر مارتان والدها ويغادر البيت—ممّا أثّر على شعوره بالترمل المبكر  .
أسر البلدية : مجموعات من الأسر تعنى برعاية مارتان لفترات تتراوح غالبًا سنة، مقابل دعم مالي رمزي من البلدية. تعكس هذه التنظيم الاجتماعي البسيط حياتهم وتجاربهم المتفاوتة  .
بيرتا : إحدى الأمهات المتبنيات، التي تبكى لمارتان وترافقه بين المزارع، يظهر حضورها في مشهد حنون يعيد الطفل إلى بيت الرعاية  .

## الحبكة
الرواية تتابع قصة فتى يتيم يعيش في بيئة ريفية متشددة حيث يصارع من أجل البقاء والتأقلم مع ظروف الحياة الصعبة. تتجلى الصراعات الداخلية والخارجية، مع تركيز على اللحظات التي يرى فيها الجمال والفرح رغم ما يحيط به من معاناة، مشبهاً ذلك بزهور تنبت من الشوك وتتميز الرواية بأسلوبها البسيط في الظاهر، العميق في الدلالات، مع توظيف مكثف للصور الشعرية والمجازات.وتتمحور رواية الشوك يزهر حول رحلة الإنسان في مواجهة المعاناة والبحث عن الذات، حيث تقدم تجربة وجودية تتقاطع فيها المشاعر الإنسانية العميقة مع الأسئلة الفلسفية الكبرى. وتصور الرواية الألم كمرحلة ضرورية في مسار التحول، إذ يمثل الشوك رمزًا للتجارب القاسية التي تمر بها الشخصيات، في حين ترمز الزهور إلى الأمل والانبعاث من جديد. وتظهر الصحراء كفضاء رمزي يعكس الفراغ الروحي والاجتماعي الذي يحاول الأبطال تجاوزه. كما تسلط الرواية الضوء على صراع الشخصيات مع واقعها القاسي، وسعيها الدائم إلى اكتشاف معنى جديد للحياة، ضمن رؤية تجمع بين التأمل الفلسفي والتجربة الإنسانية الصادقة.

## الرمزية في الرواية
تعتمد الرواية على رمزية واضحة:
- الشوك: رمز للمعاناة والتجارب المؤلمة.
- الزهور: رمز للتحول والانبعاث من جديد.
- الصحراء: تمثل الفراغ الروحي والاجتماعي الذي يسعى الأبطال لتجاوزه.

## السياق التاريخي والاجتماعي
تأتي رواية "الشوك يزهر" في إطار الأدب السويدي الحديث الذي يعكس التحولات الاجتماعية في أوائل القرن العشرين، حيث كان المجتمع السويدي يعيش بين التقاليد الريفية القديمة وبزوغ الحداثة الصناعية. الرواية تسلط الضوء على معاناة الطبقات الفقيرة، خاصة الأطفال الذين يُتركوا دون رعاية أو في مؤسسات الأيتام، وتعكس الضغوط الاجتماعية والاقتصادية التي شكلت حياة مارتينسون الشخصية.

## البنية السردية
- اعتمدت الرواية على بنية سردية غير خطية في بعض أجزاءها، حيث ينتقل السرد بين ذكريات الطفولة وتأملات الراوي في الحاضر، مما يخلق عمقًا نفسيًا ويزيد من تأثير القصة.
- يستخدم مارتينسون الأسلوب الشعري في السرد، من خلال صور لغوية غنية بالرموز والاستعارات، مما يجعل الرواية ليست مجرد سرد أحداث، بل تجربة شعرية متكاملة.
- كتب المؤلف رواية الشوك يزهر بلغة شاعرية ذات طابع رمزي، تجمع بين الوصف الواقعي والتأملات الفلسفية. ويعتمد الأسلوب السردي على الصور الفنية والاستعارات، مع توظيف عبارات مكثفة لنقل المشاعر والأفكار بطريقة موجزة وعميقة. تسهم اللغة الرمزية في تعزيز البعد التأملي للنص وإبراز الصراع الداخلي للشخصيات، مما يمنح الرواية طابعًا فلسفيًا وإنسانيًا واضحًا.